# Kvænangsbotn
Kvænangsbotn est une localité du comté de Troms, en Norvège.

## Géographie
Administrativement, Kvænangsbotn fait partie de la kommune de Kvænangen.